# Comuna Mîkolaiivka, Buceaci
Mîkolaiivka (în ucraineană Миколаївка) este o comună în raionul Buceaci, regiunea Ternopil, Ucraina, formată din satele Hubîn, Mîkolaiivka (reședința) și Sokileț.

## Demografie
Componența lingvistică a comunei Mîkolaiivka
     Ucraineană (99,41%)
     Alte limbi (0,6%)
Conform recensământului din 2001, majoritatea populației comunei Mîkolaiivka era vorbitoare de ucraineană (99,41%), existând în minoritate și vorbitori de alte limbi.